# Saint-Romain-au-Mont-d'Or
Saint-Romain-au-Mont-d'Or è un comune francese di 1 059 abitanti situato nella metropoli di Lione della regione Alvernia-Rodano-Alpi.

## Società

### Evoluzione demografica
Abitanti censiti